# Nyíri
Nyíri là một thị trấn thuộc hạt Borsod-Abaúj-Zemplén, Hungary. Thị trấn này có diện tích 16,47 km², dân số năm 2010 là 415 người, mật độ 25 người/km².